# 磺酰卤
磺酰基与卤素原子形成单键，出现磺酰卤。它们的通式为RSO2X，其中X是卤素。磺酰卤的稳定性以氟＞氯＞溴＞碘的顺序递减，这四类也得到大量研究。磺酰氯类和硫酰氟类在这系列中最为重要。

## 结构
磺酰卤具有四面体形构型，其中的硫原子中心与两个氧原子、一个有机自由基和一个卤素原子连接。在一个典型的例子——甲基磺酰氯中，S=O、S−C和S−Cl键长分别为142.4、176.3和204.6 pm。

## 磺酰氯

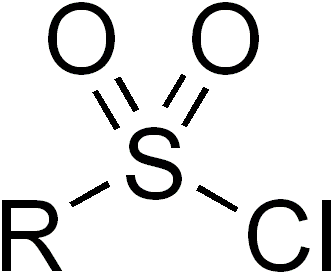
磺酰氯的通式

磺酰氯属于磺酰卤，通式为RSO2Cl。它们通常是对水敏感的无色化合物。

### 生产
芳基磺酰氯在工业上通过以下两步一锅合成法由芳香烃和氯磺酸制造：
C6H6 + HOSO2Cl → C6H5SO3H + HCl
C6H5SO3H + HOSO2Cl → C6H5SO2Cl + H2SO4
中间体苯磺酸可以用氯化亚砜氯化。最重要的磺酰卤——苯磺酸也可以通过苯磺酸钠与五氯化磷反应制得。
氯化重氮苯与二氧化硫和盐酸反应会生产这种芳基磺酰氯：
[C6H5N2]Cl + SO2 → C6H5SO2Cl + N2
至于烷基磺酰氯，可以用Reed反应合成它们：
RH + SO2 + Cl2 → RSO2Cl + HCl

### 反应
磺酰氯的一个明显的反应，是它们水解成对应的磺酸的倾向：
C6H5SO2Cl + H2O → C6H5SO3H  + HCl
这些化合物容易与其他非水亲核体反应，比如醇和胺（参见欣斯贝格反应）。如果亲核体是醇，其产物是磺酸酯；如果亲核体是胺，其产物则是磺酰胺。若以亚硫酸钠作为亲核体试剂，磺酰氯可以转换为磺酸盐，如C6H5SO2Na。氯磺化的烷烃容易通过反应与各种亲核体交叉链接。
磺酰氯容易与芳香烃进行傅-克反应，生产砜，例如：
RSO2Cl + C6H6 → RSO2C6H5 + HCl
芳基磺酰氯的脱磺酸基化可以提供芳基氯的制造方法：
ArSO2Cl → ArCl + SO2
1,2,4-三氯苯在工业上用这个方法制造。
含有α-氢的烷基磺酰氯与胺基反应可以生成砜烯。它们是非常不稳定的化合物，可以捕获。
RCH2SO2Cl → RCH=SO2

### 常见的磺酰氯
氯磺酰化聚乙烯（CSPE）在工业上通过将聚乙烯氯磺化制成。CSPE以其硬度著称，因此经常用于屋顶板中。
一个工业上重要的衍生物是苯磺酰氯。在实验室中，有用的试剂包括对甲苯磺酰氯、对溴苯磺酰氯、对硝基苯磺酰氯和甲磺酸氯。

## 磺酰氟
磺酰氟的通式为RSO2F。“大部分甚至所有”工业合成的全氟辛烷磺酰基衍生物，比如PFOS，都以磺酰氟作为前体。
在实验室中，磺酰氟在分子生物学有反应性探针的用途。它们只与基于丝氨酸、苏氨酸、酪氨酸、离氨酸、半胱氨酸和组氨酸的残留物反应。磺酰氟比对应的磺酰氯更具抵抗力，因此更适合做这个工作。

## 磺酰溴
磺酰溴的通式为RSO2Br。磺酰溴与磺酰氯不同，容易进行光诱导均裂，产生磺酰自由基。这些磺酰自由基可以附着于烯烃，比如兰堡–巴克伦反应合成中所用的溴代甲磺酰溴，BrCH2SO2Br。

## 磺酰碘
磺酰碘的通式为RSO2I。它们对光相当敏感。全氟烷基磺酰碘由全氯烷基亚磺酸银和碘在−30 °C的二氯甲烷反应制得，它们与烯烃反应会形成普通加成物，RFSO2CH2CHIR以及脱去SO2所得的加成物，RFCH2CHIR。芳基磺酰碘由芳基亚磺酰酯或芳基酰肼与碘反应而成，它们可以用作引发剂，促进含C–I、C–Br和C–Cl链末端的聚甲基丙烯酸甲酯的合成。